# Dave Chapelle
David Khari Webber Chappelle (n. 24 august 1973, Washington, D.C., District of Columbia, SUA) este un umorist, actor, scriitor și producător american din Washington DC, câștigător a două premii Emmy, două premii Grammy și un premiu Mark Twain.